# Crew Stoneley
Crew Hadlett Stoneley (Leeds, 9 maggio 1911 – 27 agosto 2002) è stato un velocista britannico, specializzato nei 400 metri piani.

## Palmarès
- Giochi olimpici

Los Angeles 1932: argento nella staffetta 4×400 metri.
- Giochi dell'Impero Britannico

Londra 1934: oro nella staffetta 4×440 iarde, bronzo nelle 440 iarde.